# 比佛縣 (奧克拉荷馬州)
比佛縣（英語：Beaver County）是美国奧克拉荷馬州西部的一個縣，北鄰堪薩斯州，南鄰德克萨斯州，面積4,708平方公里。根據2020年美國人口普查，共有人口5,049人。縣治比佛。該縣成立於1890年，縣名來自縣和流經當地的比佛河。